# Коррея, Элия
Э́лия Корре́я (порт. Hélia Correia, род. 1949, Лиссабон, Португалия) — португальская писательница, поэтесса, драматург и переводчик. Лауреат премии Камоэнса 2015 года.
Элия Коррея родилась в Лиссабоне в феврале 1949 года и выросла в Мафре, где посещала начальную и среднюю школу. Она закончила учёбу в средней школе в Лиссабоне, после чего училась на факультете литературы в Лиссабонском университете. Получила высшее образование в области романской филологии, а затем закончила аспирантуру Театра классической античности. После окончания учёбы занялась преподаванием португальского языка в средней школе, одновременно с этим занимаясь переводами.
Она начала публиковать стихи на литературных страницах газет (Diário de Lisboa, República и A Capital), журналов (Vértice) и антологий в 1968 году.
В 1981 году она дебютировала с романом O Separar das Águas; в 1982 году выпустила роман O Número dos Vivos. Критики высоко отметили её романы Soma (1987) и A Casa Eterna (1991). Вершиной её поэтического творчества считается сборник A Pequena Morte/Esse Eterno Canto. В 2010 году Элия Коррейя опубликовала биографический роман Adoecer, в котором рассказывается об истории любви между Элизабет Сиддал и поэтом-прерафаэлитом и художником Данте Габриэлем Россетти. В 2012 году она публикует работу A Terceira Miséria, дважды отмеченную наградами в категории «Поэзия».

## Награды и премии
- 2001 — Премия Португальского PEN-клуба — за Lillias Fraser[6]
- 2006 — Премия Máxima de Literatura — за Bastardia[6]
- 2010 — Премия Фонда Инес де Каштру (Fundação Inês de Castro) — за Adoecer[7]
- 2012 — Премия Casino da Póvoa — за сборник стихов A Terceira Miséria[6]
- 2013 — Премия Вержилио Феррейры — за вклад в литературу, присуждена Университетом Эворы[6]
- 2013 — Литературная премия Correntes d’Escritas — за A Terceira Miséria, как дань Греции[7]
- 2015 — Гран-при Camilo Castelo Branco — за 20 Degraus e Outros Contos
- 2015 — Премия Камоэнса
- 2017 — Премия Asociación de Escritoras e Escritores en Lingua Galega.
- В 2021 году на Международном литературном фестивале получила литературную премию Герра Жункейру[8], и в том же году вновь получила премию Португальского PEN-клуба в категории «Поэзия» за книгу Acidentes[9].

## Произведения
Художественная литература
- 1981 — O Separar das Águas
- 1982 — O Número dos Vivos
- 1983 — Montedemo
- 1985 — Villa Celeste
- 1987 — Soma
- 1988 — A Fenda Erótica
- 1991 — А Casa Eterna
- 1996 — Insânia
- 2001 — Lillias Fraser
- 2001 — Antartida de mil folhas
- 2002 — Apodera-te de mim
- 2006 — Bastardia
- 2008 — Contos
- 2010 — Adoecer
- 2014 — Vinte degraus e outros contos
- 2018 — Um Bailarino na Batalha

Поэзия
- 1986 — A Pequena Morte/Esse Eterno Canto
- 2012 — A Terceira Miséria
- 2021 — Acidentes

Драматургия
- 1991 — Perdição, Exercício sobre Antígona
- 1991 — Florbela
- 2000 — O Rancor, Exercício sobre Helena
- 2005 — O Segredo de Chantel
- 2008 — A Ilha Encantada

Детская литература
- 1988 — A Luz de Newton (сборник рассказов)[6]